# الملكة وو (مسلسل)
الملكة وو (بالكورية: 우씨왕후) هو مسلسل ويب كوري جنوبي، من بطولة جيون جونغ-سيو، جي تشانغ-ووك، كيم مو يول، جيونغ يو-مي، لي سو-هيوك، جي هوان. تدور أحداث المسلسل حول صراع لتنصيب ملك جديد خلال 24 ساعة. صدر الجزء الاول في 29 اغسطس وتم اصدار الجزء الثاني في 12 سبتمبر 2024، وهو متاح عالميًا من خلال Paramount+ في مناطق مختارة.

## القصة
بمجرد الإعلان عن وفاة الملك جوجوك تشون ملك جوجوريو، بدأت معركة شرسة بين القبائل. الملكة وو، التي أصبحت هدفًا لخمس قبائل تسعى إلى السلطة، تكافح لتعين ملك جديد في غضون 24 ساعة. وهكذا تبدأ رحلة حياة "وو" التي أصبحت أول امرأة في التاريخ تصبح ملكة مرتين.

## طاقم
- جيون جونغ-سيو في دور يو وو هي / الملكة يو من جوجوريو: الملكة التي تتمتع بالجمال والذكاء. تحاول حماية عائلتها وقبيلتها بالزواج من أحد إخوة زوجها الأصغر عندما يموت الملك.[3]
- جي تشانغ ووك في دور جو نام مو / الملك جوجوك تشون من جوجوريو: زوج وو-هي وملك جوجوريو، ذو العقل اللامع والذي قاد 5000 جندي لهزيمة 30000 جندي ضد أسرة هان. إنه ملك مثالي، يمتلك كرامة وعطف، لكن غيابه سرعان ما يؤدي إلى إراقة الدماء في القصر.[3]
- كيم مو يول بدور أولباسو: رئيس وزراء جوجوريو وحارس الملك.[3]
- جيونغ يو-مي في دور وو سون: أخت وو هي الكبرى.[3]
- لي سو-هيوك في دور جو بال-جي: أمير جوجوريو وهو أحد المرشحين الثلاثة لخلافة العرش.[3]
- بارك جي هوان في دور موغول: القائد الذي يحمي الملك غو نام مو.[3]

### اخروون
- جو هان-تشول في دور وو دو: رئيس عائلة وو.[5]
- كانغ يونغ سيوك في دور غو يون يو / سانسانغ من جوجوريو: الأمير الرابع لجوجوريو.[6]
- سونغ جاي-ريم في دور بو باي-يوي: الأمير المخلوع.[6]

## الإصدار
سيتم اصدار أول 4 حلقات في 29 اغسطس 2024، و من ح5-8 سيتم اصدارها في 12 سبتمبر 2024.

## روابط خارجية
- الموقع الرسمي
 (بالكورية)
- الملكة وو على موقع IMDb (الإنجليزية)
- الملكة وو على موقع قاعدة بيانات الفيلم (الإنجليزية)
- الملكة وو على هانسينما